# Driepuntspringspin
De driepuntspringspin (Pellenes tripunctatus) is een spinnensoort uit de familie springspinnen (Salticidae). De soort komt voor in het Palearctisch gebied, inclusief België en Nederland. De driepuntspringspin is de typesoort van het geslacht Pellenes.